# Клюц
Клюц (нім. Klütz) — місто в Німеччині, розташоване в землі Мекленбург-Передня Померанія. Входить до складу району Північно-Західний Мекленбург. Складова частина об'єднання громад Клютцер-Вінкель.
Площа — 44,12 км2. Населення становить 3082 ос. (станом на 31 грудня 2020).

## Галерея

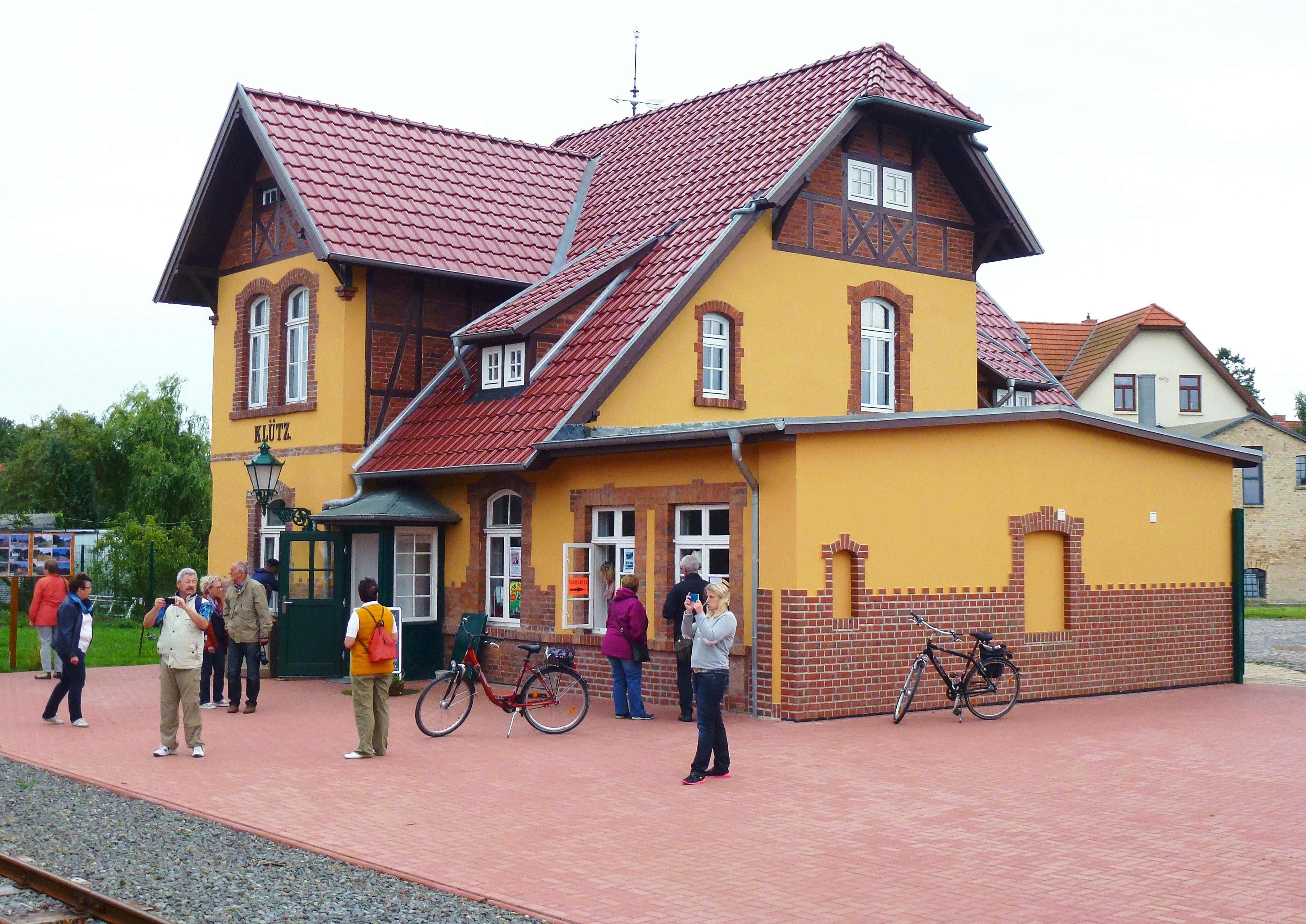